# Pipettierhilfe
Als Pipettierhilfen werden Geräte bezeichnet, welche das Abmessen von Flüssigkeitsmengen mithilfe oder anstelle von Glaspipetten in einem Labor ermöglichen oder erleichtern.
Das Ansaugen bei Pipetten mit dem Mund war früher nur bei solchen Flüssigkeiten in Gebrauch, deren Dampfinhalation, das versehentliche Aufsaugen in den Mundraum und ein Verschlucken zu keinen gesundheitlichen Schäden führen konnte, bei Vollpipetten und graduierten Pipetten meist mit Pipettierhilfen. Die Deutsche Gesetzliche Unfallversicherung verbietet nunmehr in Deutschland generell das Ansaugen bei Pipetten mit dem Mund.
Je nach Anwendungsgebiet haben sich unterschiedlichste Formen und Materialien für Pipettierhelfer etabliert. Neben Kautschukpolymeren findet auch Silikon aufgrund seiner sehr guten chemischen und mechanischen Eigenschaften häufig Verwendung als Material für Pipettierhilfen.

## Peleusball

Skizze eines Peleusballs

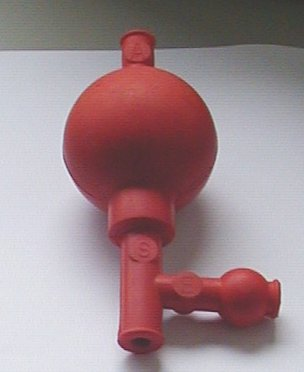
Peleusball aus Gummi

Ein typischer Peleusball verfügt über drei Ventile für folgende Funktionen:
- Ventil A (von Auslass) oben: Luft aus dem Ball auspressen (um mit dem Ball später ansaugen zu können)
- Ventil S (von Saugen) unten: flüssiges Medium in Pipette ansaugen
- Ventil E (von Entleeren) seitlich: Pipetteninhalt kontrolliert abgeben

### Anwendung
Zunächst wird der Peleusball auf die Pipette aufgesetzt. Alles Weitere kann mit nur einer Hand ausgeführt werden. Man öffnet das Ventil A durch leichtes Zusammendrücken und drückt die Luft aus dem Gummiball. Schließt man das Ventil A (Loslassen), steht durch die Rückstellkraft ein Unterdruck zur Verfügung, mit dem Flüssigkeit angesaugt werden kann. Das Ansaugen erfolgt durch kontrolliertes Zusammendrücken des Ventils S, das Ablassen von Flüssigkeit durch Betätigen von E. Wird mit einer großvolumigen Vollpipette gearbeitet, kann es zum Ansaugen des gesamten Volumens notwendig sein, den gesamten Vorgang zu wiederholen.
Geübte Benutzer können eine Pipette auch mittels eines Peleusballs schnellentleeren (beispielsweise um Reaktionsmittel schnellstmöglich in einen Kolben einzugeben), dazu wird der Pipettenhals im Peleusball mit dem Ringfinger gegen Herausrutschen fixiert, das Ventil S mit Druck des Mittelfingers gegen den Daumenballen geöffnet, während Daumen und Zeigefinger (oder die Finger der anderen Hand) den Ball drücken.

### Erfinder
Der Erfinder war Friedrich Pels Leusden, Hygienisches Institut der Universität Kiel, nicht zu verwechseln mit dem Chirurgen gleichen Namens, Friedrich Pels Leusden. Die Bezeichnung Peleusball wurde aus seinem zweiteiligen Familiennamen Pels Leusden gebildet, sollte also peleus (eu wie in heute) und nicht pele-us ausgesprochen werden. Deutsches Patent Nr. 897930, Vertrieb zuerst durch E. Leitz, Inh. Franz Bergmann, Berlin NW 6, Luisenstraße 45.

## Aspirette

Skizze einer Aspirette

Eine Aspirette besteht aus zwei Öffnungen, in der Mitte befindet sich ein breiterer Bereich. Aspiretten sind meistens – wie auch die Peleusbälle – aus Silikon hergestellt.

### Anwendung
Zuerst wird die Aspirette mit der unteren Öffnung auf die Pipette gesteckt.
Um nun die Flüssigkeit anzusaugen, wird zunächst die Luft durch Zusammendrücken der Aspirette herausgedrückt und dann die obere Öffnung mit dem Finger zugehalten.
Nun wird die Flüssigkeit in die Pipette gesaugt und dann die Pipette oben mit dem Finger zugehalten.
Schließlich lässt man soviel Flüssigkeit ablaufen, bis sich das gewünschte Volumen in der Pipette befindet.

## Howorka-Ball

Skizze eines Howorka-Balls (seitlich und im geöffneten Zustand)

Ein Howorka-Ball besteht aus zwei zusammengesetzten Gummiteilen aus widerstandsfähigem Naturkautschuk, einem Saugball und einem Stopfen. Letzterer kann jederzeit entfernt werden, wenn z. B. versehentlich Flüssigkeit in den Ball eingedrungen ist. Der Vorteil des Howorka-Balls gegenüber einem Peleusball ist, dass man ihn einfacher von innen reinigen und sogar mehrfach dampfsterilisieren kann. Zudem kann ein Howorka-Ball durch den konischen Stopfen bei allen Pipetten-Größen verwendet werden; durch die Kegelform des Stopfens ist dies möglich, während mit einem Peleus-Ball nur Pipetten mit einer bestimmten Mindest- und Maximal-Größe verwendet werden können.
Der Howorka-Ball eignet sich auch zum Füllen und Ausblasen von Büretten, Filterrohren, Kapillaren und zum Beschicken, Entleeren und Reinigen von Trennsäulen.

### Anwendung
Der Howorka-Ball wird mit einer Hand zusammengedrückt und auf die Pipettenöffnung aufgesetzt. Nun wird durch langsames Öffnen der Hand die Flüssigkeit in die Pipette durch den entstehenden Unterdruck hinaufgesogen. Jetzt wird der Howorka-Ball schnell entfernt und stattdessen der Zeigefinger auf die Öffnung gepresst (dies erfordert eine gewisse Schnelligkeit und Übung). Durch kontrolliertes Anheben des Zeigefingers kann nun die Flüssigkeit abgegeben und so der Meniskus der Flüssigkeit eingestellt werden. Durch mehrfaches Aufsetzen und Ansaugen können auch größere Volumina als die beiden Standardgrößen von 20 ml und 50 ml angesaugt werden.

## Weitere Gerätschaften

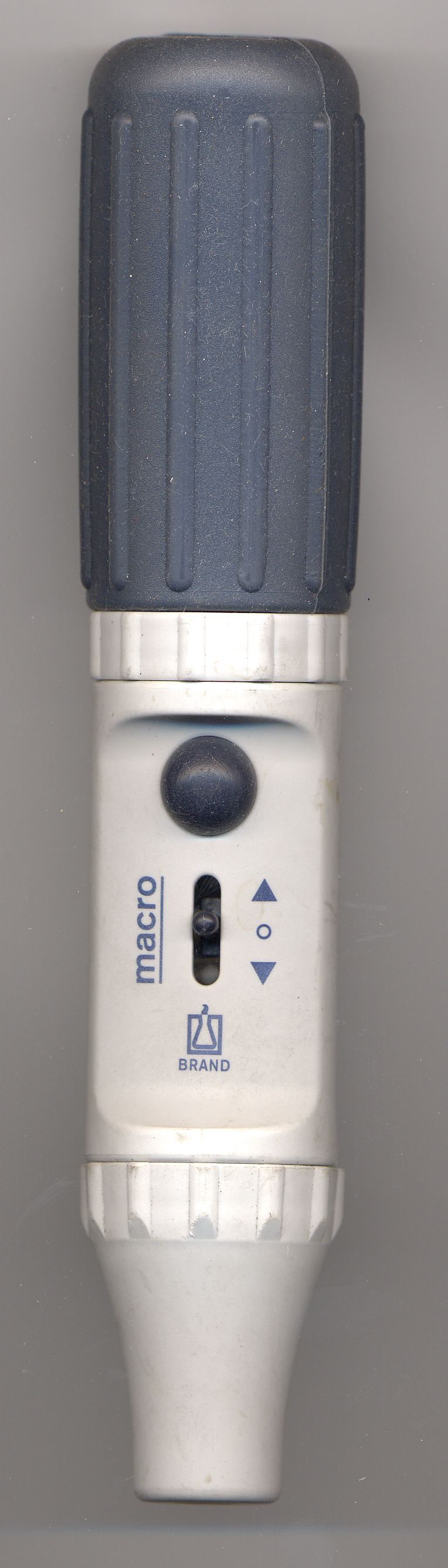
Pipettierhilfe

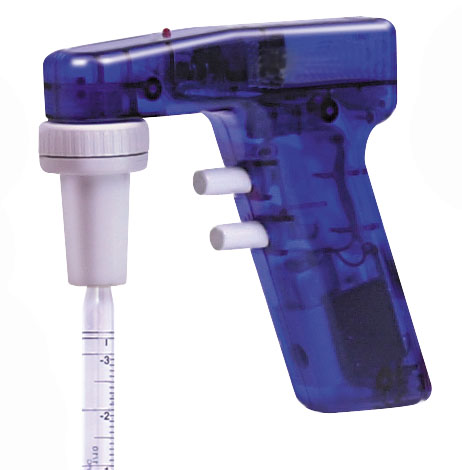
Akkubetriebene Pipettierhilfe

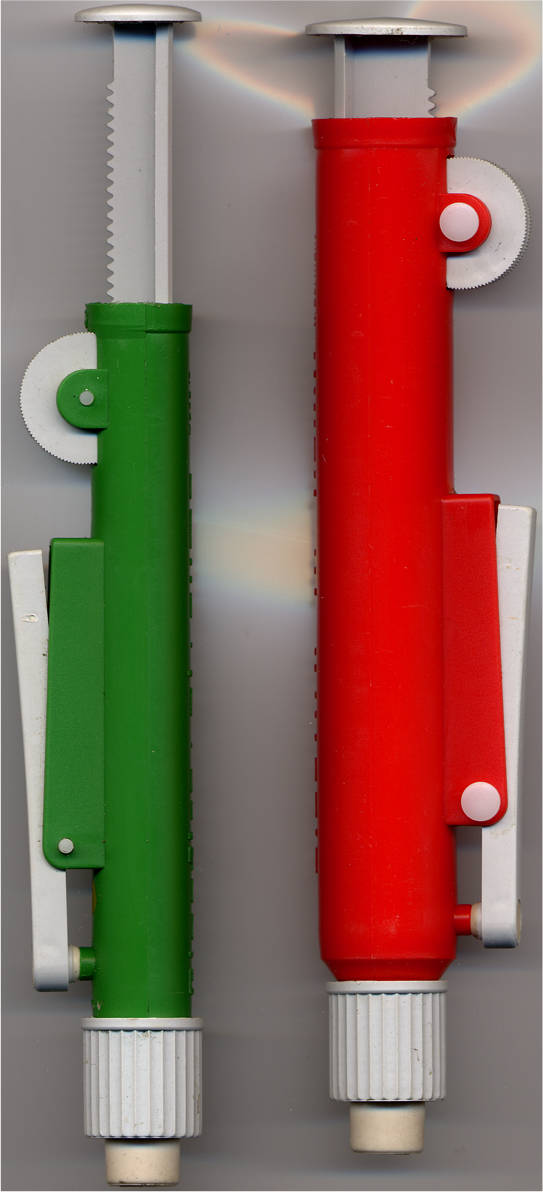
Pipettierhilfen aus Kunststoff

Im Labor werden auch andere Konstruktionen zum gefahrlosen Abmessen von Flüssigkeiten verwendet.
Einfache Pipettierhilfen aus Kunststoff sind für Pipetten verschiedener Volumina konstruiert. Die Pipetten werden am unteren Teil des Gerätes eingesteckt, über die Zahnstange (oder das Rad) werden sie sodann mit der Flüssigkeit befüllt. Durch Druck auf den Hebel darunter wird das exakte Volumen eingestellt bzw. die Pipetten entleert.
Akkubetriebene Pipettierhilfen für serologische Pipetten sind ergonomisch und sicher konstruiert. Bei manchen lässt sich die Pipettiergeschwindigkeit mit einer Rändelschraube stufenlos einstellen. Durch Druck auf den oberen Dosierknopf wird Flüssigkeit kontrolliert angesaugt. Der untere Dosierknopf dient dem präzisen Abgeben der Flüssigkeit, was bei manchen Geräten auch tropfenweise möglich ist. Ein Sterilfilter im Pipettierkopf verhindert Kontaminationen.
Sonstige laboratoriumstechnische Hilfsmittel zum Abmessen von Flüssigkeiten wären Büretten und Standdispenser.